# Dmitri Konstantinowitsch Faddejew
Dmitri Konstantinowitsch Faddejew (russisch Дмитрий Константинович Фаддеев; * 17. Junijul. / 30. Juni 1907greg. in Juchnow; † 20. Oktober 1989 in Leningrad) war ein sowjetischer Mathematiker, der sich mit Algebra beschäftigte.

## Leben und Werk
Faddejew war der Sohn eines Ingenieurs aus Sankt Petersburg und studierte ab 1923 dort. Er war ein Schüler von Boris Delone (mit dem er ein Buch über irrationale Zahlen dritten Grades verfasste). Ab 1932 war er am Steklow-Institut in Leningrad, in dieser Abteilung blieb er auch, als das Hauptinstitut 1934 nach Moskau zog. Er war außerdem von 1944 bis zu seinem Tod Professor für höhere Algebra und Zahlentheorie an der Universität St. Petersburg und zeitweise Dekan der Fakultät für Mathematik und Mechanik und Präsident der Sankt Petersburger Mathematischen Gesellschaft.
Er beschäftigte sich mit verschiedenen Gebieten der Algebra, u. a. Galoistheorie, Gruppentheorie, Ringtheorie, algebraische Zahlentheorie, diophantischen Gleichungen und numerischer linearer Algebra (wo er einer der weltweit führenden Experten war). Neben Algebra beschäftigte er sich auch mit Wahrscheinlichkeitstheorie und Mathematikdidaktik. Er war auch um die Popularisierung der Mathematik bemüht in Vorträgen und beispielsweise in mehreren Artikeln in der bekannten populärwissenschaftlichen russischen Zeitschrift Quant.
Faddejew war korrespondierendes Mitglied der sowjetischen Akademie der Wissenschaften und Träger des Staatspreises der Sowjetunion. Posthum erhielt er den Staatspreis der Russischen Föderation. Er war Träger des Ordens des Roten Banners der Arbeit.
Er war seit 1930 mit Wera Faddejewa verheiratet, mit der er ein bekanntes Buch über numerische lineare Algebra schrieb und mit der er drei Kinder hatte, u. a. den theoretischen Physiker Ludwig Faddejew.
Er war das Haupt einer großen Schule. Zu seinen Doktoranden zählen Boris Wenkow, Alexander Skopin, Senon Borewitsch, Andrei Roiter, Mark Baschmakow, Anatoli Jakowlew.

## Schriften
- Mit Boris Nikolajewitsch Delone: The theory of Irrationalities of the third degree. Providence, AMS, 1964
- Mit Vera Nikolajewna Faddejewa: Numerische Methoden der linearen Algebra. Deutscher Verlag der Wissenschaften, Berlin 1964, 5. Auflage Oldenbourg Verlag 1979, englisch: Computational methods of linear algebra. Freeman 1963
- Vorlesungen in Algebra. Nauka 1984 (russisch)
- Mit Ishkhanov, Lurje: The embedding problem in Galois theory. AMS 1997 (russisch Nauka, 1990)
- Mit Nikulin, Sokolovskii: Elemente der höheren Mathematik für Schüler. Nauka 1987 (russisch)